# 内奇考
内奇考（德語：Netzschkau，發音：[ˈnɛtʃkaʊ]）是德国萨克森州福格特兰县的城市，面积12.51平方千米，2023年12月31日人口为3,718人。